# Euphranta minor
Euphranta minor är en tvåvingeart som beskrevs av Friedrich Georg Hendel 1928. Euphranta minor ingår i släktet Euphranta och familjen borrflugor. Inga underarter finns listade i Catalogue of Life.